# Nintendo Research & Development 1
Nintendo Research and Development 1 (яп. 任天堂开发一部) (R&D1) — старейшая команда разработчиков Nintendo, ныне не существующая. Её создание совпало с появлением компании Nintendo в сфере индустрии компьютерных игр; изначально R&D1 возглавлял Гумпэй Ёкои.

## История
Под руководством Гумпэя Ёкои было создано несколько известных серий игр, таких как Metroid, Ice Climber, Kid Icarus и Wario Land. Nintendo R&D1 имела тесные связи с разработчиком аппаратного обеспечения Intelligent Systems; изначально они вместе работали над несколькими проектами. Раньше считалось, что большинство членов команды Nintendo R&D1 перешли работать в Intelligent Systems, но это не так. Значительное число разработчиков присоединилось к другим дочерним компаниям Nintendo — таким, как Creatures (в частности, это были Хирокадзу Танака и Хирофуми Мацуока).
R&D1 в 1989 разработала первое поколение популярной во всём мире серии портативных игровых устройств Game Boy. Кроме того, эта компания создала несколько известных игр для этой приставки, в частности, Super Mario Land, а также придумала персонажа Варио.
После того, как был уволен Гумпэй Ёкои, команду возглавил Такэхиро Идзуси. В 2005 году Сатору Ивата реструктуризовал R&D1. Многие работники перешли в команду Nintendo SPD.

## Разработанные игры

### Arcade
- Computer Othello
- Donkey Kong
- Donkey Kong 3
- Donkey Kong Jr.
- Head On N
- Heli Fire
- Vs. Ice Climber
- Mario Bros.
- Monkey Magic
- Popeye
- Radar Scope
- SF-Hisplitter
- Sheriff
- Sheriff 2
- Space Fever
- Space Firebird
- Space Launcher

### Game & Watch
- Ball
- Balloon Fight
- Black Jack
- Bomb Sweeper
- Boxing
- Chef
- Climber
- CrabGrab
- Donkey Kong
- Donkey Kong 3
- Donkey Kong Hockey
- Donkey Kong II
- Donkey Kong Jr
- Egg
- Fire
- Fire Attack
- Flagman
- Gold Cliff
- Greenhouse
- Helmet
- Judge
- Lifeboat
- Lion
- Manhole
- Mario Bros.
- Mario the Juggler
- Mario's Bombs Away
- Mario's Cement Factory
- Mickey & Donald
- Mickey Mouse
- Octopus
- Oil Panic
- Parachute
- Pinball
- Popeye
- Punch-Out!!
- Rain Shower
- Safebuster
- Snoopy
- Spitball Sparky
- Squish
- Super Mario Bros.
- Tropical Fish
- Turtle Bridge
- Vermin
- Zelda

### Nintendo Entertainment System
- Balloon Fight
- Baseball
- Clu Clu Land
- Devil World
- Donkey Kong
- Donkey Kong 3
- Donkey Kong Jr.
- Dr. Mario
- Duck Hunt
- Excitebike
- Ginga no Sannin
- Gumshoe
- Gyromite
- Hogan's Alley
- Ice Climber
- Kid Icarus
- Mario Bros.
- Metroid
- Stack-Up
- Tennis
- Tetris
- Tetris 2
- Urban Champion
- Volleyball
- Wario's Woods
- Wrecking Crew
- Yoshi's Cookie

### Family Computer Disk System
- Famicom Grand Prix: F-1 Race
- Famicom Grand Prix II: 3D Hot Rally
- Famicom Tantei Club: Kieta Kōkeisha
- Famicom Tantei Club Part II: Ushiro ni Tatsu Shōjo
- Ice Climber
- Kid Icarus
- Metroid

### Super NES
- Battle Clash
- BS Tantei Club: Yuki ni Kieta Kako
- Famicom Tantei Club Part II: Ushiro ni Tatsu Shōjo
- Mario Paint
- Metal Combat: Falcon's Revenge
- Super Metroid
- Super Play Action Football
- Super Scope 6
- Wrecking Crew '98
- Yoshi's Safari

### Game Boy
- Alleyway
- Balloon Kid
- Dr. Mario
- Game Boy Gallery
- Kid Icarus: Of Myths and Monsters
- Kirby's Block Ball
- Metroid II: Return of Samus
- Qix
- Radar Mission
- Solar Striker
- Super Mario Land
- Super Mario Land 2: 6 Golden Coins
- Tetris
- Wario Land: Super Mario Land 3
- Wario Land II

### Virtual Boy
- Mario Clash
- Mario's Tennis
- Virtual Boy Wario Land
- Teleroboxer

### Game Boy Color
- Wario Land II
- Wario Land 3

### Game Boy Advance
- Metroid Fusion
- Metroid: Zero Mission
- Wario Land 4
- WarioWare, Inc.: Mega Microgames!

### GameCube
- Nintendo Puzzle Collection
- WarioWare, Inc.: Mega Party Game$